# Кенцлин
Кенцлин (нем. Kentzlin) — община в Германии, в земле Мекленбург-Передняя Померания.
Входит в состав района Деммин. Подчиняется управлению Деммин-Ланд.  Население составляет 219 человек (на 31 декабря 2010 года). Занимает площадь 11,76 км².
Коммуна подразделяется на 2 сельских округа.